# Bradypodion karrooicum
Bradypodion karrooicum este o specie de cameleoni din genul Bradypodion, familia Chamaeleonidae, descrisă de Hewitt 1935. Conform Catalogue of Life specia Bradypodion karrooicum nu are subspecii cunoscute.